# 김저 (조선)
김저(金䃴, 1512년 ~ 1547년)는 조선 중기의 문신으로, 자는 학광(學光), 본관은 경주(慶州)이다. 김세필(金世弼)의 아들이다. 시호는 충민(忠愍).

## 생애
1539년(중종 34) 별시문과에 을과로 급제하였다. 경연청 검토관(檢討官), 시독관(侍讀官), 시강관(侍講官), 이조좌랑(吏曹佐郞), 홍문관 교리(校理), 사헌부 지평(持平) 등을 역임하였다.
1545년(명종 즉위년) 을사사화 때 원로대신 윤임을 축출하고 득세한 권신 윤원형 등의 모함을 받아 의금부에 끌려가 고문을 받고 안동(安東)으로 유배되었다.
이듬해 6월 고성(固城), 8월 삼수(三水)로 이배되었다가 또 이듬해 그곳에서 사사(賜死)되었다. 향년 39세.

## 친족 관계
- 아버지 : 십청헌(十淸軒) 김세필(金世弼)
- 어머니 : 부사 고성 이씨 이탁(李鐸)의 딸
  - 형 : 김숙(金䃤)
    - 조카 : 김희경(金喜慶)

  - 형 : 김구(金𥗫)
    - 조카 : 김원경(金元慶)
    - 조카 : 김중경(金重慶) - 김저의 양자로 입적되어 그 후사를 이었다.
    - 조카 : 김선경(金善慶)
    - 조카 : 김응경(金應慶)

  - 본인 : 김저(金䃴)
  - 배우자 : 부사 고령 신씨 신수(申洙)의 딸
    - 양자 : 김중경(金重慶) - 둘째 형 김구(金𥗫)의 차남
      - 손자 : 김물(金岉)
      - 손자 : 김흘(金屹)
      - 손자 : 김억/김의(金嶷) - 호는 남곡(南谷)

    - 양자 : 김순경(金順慶) - 계자(系子). 생부 미상
      - 손자 : 김려(金𪩠)
      - 손자 : 김금/김흠(金嶔)